# アレハンドロ・イトゥルベ
アレハンドロ・イトゥルベ・エンカボ（Alejandro Iturbe Encabo、2003年9月2日 - ）は、スペイン・マドリード出身のサッカー選手。アトレティコ・マドリードB所属。ポジションはGK。

## クラブ経歴
当時7歳だった2010年にアトレティコ・マドリードのカンテラへ入団し、世代屈指のGKとして15歳の時にはディエゴ・シメオネによってトップチームのトレーニングへ招集された。2022-23シーズンの9月18日、CDコリアとのリーグ戦でBチームデビューを果たした。

## 代表経歴
2019年からスペインの世代別代表へ招集されている。

## タイトル

### 代表
U-23スペイン代表
- パリオリンピック金メダル: 2024